# Цинково-въздушна батерия
Цинково-въздушната батерия представлява първичен източник на ток, т.е. еднократна електрическа батерия, напрежението на която теоретично е максимум 1,60 V и се създава чрез реакция между цинк и кислород. На практика обаче постижимото напрежение при разтоварване е само 1,35 до 1,4 V, тъй като намаляването на кислорода в катода е силно възпрепятствано. Следователно цинково-въздушните батерии са в същия диапазон на напрежение като батериите с живачен оксид, които вече не се произвеждат и са ги заменили, когато се използват в слухови апарати. Цинк-въздушната батерия е разработена главно поради липсата на суровини след Втората световна война. Днес, под формата на миниатюрна батерия, тя предлага оптимално захранване за аналогови и цифрови слухови апарати благодарение на нейната особено висока енергийна плътност и почти хоризонтална крива на разряд. Произвежда се и в по-голяма форма за огради под напрежение и като батерии за фенери с особено висок капацитет. По време на Втората световна война са произвеждани и като плоски батерии.
След като разработката на горивни клетки довежда до създаването на високоеластични газодифузни електроди под формата на фолио, стават възможни и въздушно-цинковите акумулатори.

## Разреждане
В цинково-въздушната батерия цинкът се окислява с атмосферен кислород в алкален електролит до оксид или хидроксид и освободената енергия се използва като електрическа. Протичат следните реакции:
|              | Химично уравнение |
| ------------ | --- |
| Анод         | {\displaystyle \mathrm {2\ Zn+8\ OH^{-}\to 2\ Zn(OH)_{4}^{2-}+4\ e^{-}} \quad (\mathrm {E^{0}} =-1{,}199\,\mathrm {V} )} Окисление / освобождаване на електрони |
| Електролит   | {\displaystyle \mathrm {2\ Zn(OH)_{4}^{2-}\to 2\ ZnO+2\ H_{2}O+4\ OH^{-}} }                                                                                     |
| Катод        | {\displaystyle \mathrm {O_{2}+2\ H_{2}O+4\ e^{-}\to 4\ OH^{-}} \quad (\mathrm {E^{0}} =0{,}401\,\mathrm {V} )} Редукция / поглъщане на електрони                |
| Обща реакция | {\displaystyle \mathrm {2\ Zn+O_{2}+2\ H_{2}O\to 2\ Zn(OH)_{2}} \quad (\Delta U=1{,}6\,\mathrm {V} )} Редокс / клетъчна реакция                                 |

Порите на газодифузионния електрод трябва да се намокрят с електролит, за да се осигури голяма реакционна повърхност за преобразуване на кислорода на трифазната граница. „Сърцето“ на газодифузионния електрод е активен слой с дебелина около 1 mm, който има проводим носещ материал, изработен от фино раздробен въглерод, върху който е приложен катализатор от страна на електролита за ускоряване на кислородната редукция и окисляването на хидроксида.
При новите батерии входният отвор за атмосферния кислород обикновено е запечатан с езиче, така че редокс реакциите започват само когато това уплътнение се отстрани. Поради това цинково-въздушните батерии се характеризират с дълъг срок на годност, но обикновено трябва да се изразходват в рамките на няколко седмици след отстраняването на уплътнението.

## Зареждане
|              | Химично уравнение                                                                                         |
| ------------ | --- |
| Анод         | {\displaystyle \mathrm {4\ OH^{-}\to O_{2}+2\ H_{2}O+4e^{-}} } Окисление / освобождаване на електрони     |
| Катод        | {\displaystyle \mathrm {2\ ZnO+2\ H_{2}O+4\ e^{-}\to 2\ Zn+4\ OH^{-}} } редукция / поглъщане на електрони |
| Обща реакция | {\displaystyle \mathrm {2\ Zn(OH)_{2}\to 2\ Zn+O_{2}+2\ H_{2}O} } Редокс / клетъчна реакция               |

Презареждането може да бъде постигнато, ако реагиралият метал се замени механично, което е вариант на горивна клетка с твърдо гориво. Такива системи са тествани за тяхната пригодност в електрически превозни средства от 70-те години на миналия век, но все още не са успели да се докажат.
Електрическото презареждане би било по-малко сложно и следователно по-удобно за потребителя. Цинковият електрод може да бъде презареден във воден алкален електролит; обаче се образуват дендрити, които водят до къси съединения. Освен това трябва да се използва бифункционален, порест газодифузионен електрод. Бифункционален означава, че трябва да може да редуцира атмосферния кислород и да окислява разрядния продукт (OH−) на трифазната граница между твърдия електрод и течния електролит и газовото пространство.

## Видове
В момента най-често срещаните типове са 13 (оранжев), 312 (кафяв) и 10 (жълт), които се използват основно в слухови апарати.
| Номер (тип) | Цветно означение | IEC  | ANSI   | Renata | Varta | Duracell | Диаметър × височина | Амперчасове (ориентировъчно) | Напрежение |
| ----------- | ---------------- | ---- | ------ | ------ | ----- | -------- | ------------------- | ---------------------------- | ---------- |
| 675         | синьо            | PR44 | 7003ZD | ZA675  | V675A | DA675    | 11,56 mm × 5,33 mm  | 600 mAh                      | 1,4 V      |
| 13          | оранжево         | PR48 | 7000ZD | ZA13   | V13A  | DA13     | 7,80 mm × 5,35 mm   | 290 mAh                      | 1,4 V      |
| 312         | кафяво           | PR41 | 7002ZD | ZA312  | V312A | DA312    | 7,80 mm × 3,45 mm   | 160 mAh                      | 1,4 V      |
| 10          | жълто            | PR70 | 7005ZD | ZA10   | V10A  | DA230    | 5,80 mm × 3,60 mm   | 90 mAh                       | 1,4 V      |
| 5           | червено          | PR63 |        | ZA5    |       |          | 5,80 mm × 2,16 mm   | 35 mAh                       | 1,4 V      |